# ボンカレー
ボンカレー（Bon Curry）は、大塚食品が発売するレトルトカレーの商品名で、同社の登録商標（日本第961090号）。世界初の市販レトルト食品であり、温色で描かれた同心円のパッケージで知られている。2025年現在の主流はフルーツベースのボンカレーゴールドで、甘口、中辛、辛口、大辛の四種類がある。
商品名の由来はフランス語の形容詞 "bon" からきていて、「良い（優れた）、おいしい」という意味である。
一人暮らしの男性（独身）でも温めるだけで簡単に食べられることから「チョンガーカレー」という案もあった。
2024年現在で発売から56年になる。

## 歴史・概要

### ボンカレーの開発・普及
ボンカレーを発売するきっかけとなったのは、会社にあった長期在庫のカレー粉をなくすためだったと言われている。また既に当時、カレーは洋食の「花形」として人気メニューの一つになっており、それだけに競争相手も多く、大塚グループでは「他社と同じカレー粉やルーを作っていたのでは勝ち目がない」と考えた。そこで大塚家の大塚明彦が米国のパッケージ専門誌に掲載された「ソーセージの真空パック」に着目。缶詰に代わる軍用携行食として、お湯で温めるだけで食べられるソーセージの写真を見て、「これをカレーに応用できないか」と発案。大塚化学での約2年の研究開発期間を経て、1968年（昭和43年）2月12日に、大塚食品工業より世界初の一般向けの市販レトルト食品として発売された。当初は阪神地区限定発売とされた。あえてコストの高いビーフカレーにした理由は、牛肉は調理中に煮崩れしづらいことと、当時高価であった牛肉を使うことで高級感を出すためであった。
初期のレトルトパウチ（高圧釜レトルトで高温加熱殺菌する為に食品を封入する袋）は、透明な合成樹脂のみによる2層の積層加工であったが、これは強度に問題があり、輸送中に穴が空くなどの事故が多発した。このため内側のポリプロピレンと外側のポリエステル間にアルミ箔を挟んだパウチに改良して、強度を増した。同時に、空気遮断機能が向上し、光も遮断するようになったため、賞味期限が3ヶ月から2年に延びた。開発当時はまだ高温加熱殺菌の技術が世界的に珍しかったため、賞味期限が2年も伸びるというのは一般消費者には信じられなかったという。高温加熱殺菌の技術は点滴液を殺菌する技術を応用したもの。この技術を食品の殺菌に応用する事を発見出来たのも元々製薬メーカーが始まりだった大塚グループだからこそである。翌1969年（昭和44年）4月には、この改良版パウチで全国発売された。テレビCMにはパッケージのモデルである女優の松山容子と俳優の品川隆二を起用した。
ボンカレー発売当時の宣伝は「3分温めるだけですぐ食べられる」という内容のものであった。宣伝からも分かるように、保存性よりも簡便性を前面に打ち出しており、インスタント食品の一種として普及していった。また松山容子パッケージのもので味は野菜ベースであった。当時、20人の営業マンが全国各地の商品を置いてくれた小売店に、9万枚以上のホーロー看板を自ら貼って回って普及に努めた。

### 1970年代
1972年（昭和47年）、毎日放送が制作し全国ネットで放送されたバラエティ番組『ヤングおー!おー!』の司会で人気者になった落語家の笑福亭仁鶴が出演したテレビCMは、当時大ヒットした時代劇『子連れ狼』のパロディで大ヒットした。仁鶴が『子連れ狼』の主人公・拝一刀に扮したCMで、仁鶴の「3分間待つのだぞ」という台詞と「じっと我慢の子であった」の滝口順平によるナレーションが日本中に多くの関心を集めた。仁鶴のCMは、NHKの大河ドラマ『勝海舟』に因んで、勝海舟に扮した仁鶴が「時勢は待っちゃぁくれないよ。でも3分間待つわさ!」「メリケンにもこいつぁないわさ!」と言ったり、少年野球の監督に扮したバージョン(背番号は90で、1975年に読売ジャイアンツの監督に就任し、セリーグ最下位にチームを転落させてしまった長嶋茂雄のパロディ。決め台詞は「ドラマチックやなぁ〜。」。また、CMソングは大塚グループ提供のテレビアニメ『巨人の星』のテーマ曲「ゆけゆけ飛雄馬」で、選手8人の背番号が「大」「塚」「の」「ボ」「ン」「カ」「レ」「ー」の文字になっていた）もあった。なお、ボンカレー専用自販機のデザインはこの少年野球監督編のシーンからの切り抜き。
1978年（昭和53年）には、ボンカレーゴールドを発売。ボンカレーと食材の構成を替えたこの商品は、ボンカレーに取って代わり主力製品となる。CMキャラクターには、巨人軍（当時）の王貞治（後に郷ひろみ→田村正和→所ジョージ→松坂慶子→池谷幸雄→ともさかりえ）を起用した。

### 1980～1990年代
1989年（平成元年）、第10回レトルト食品品評会において、ボンカレーゴールドが農林水産大臣賞を受賞。ボンカレーゴールドの内容量が180gから200gとなったボンカレーゴールド200にリニューアル。
1993年（平成5年）、食べる直前に別添の香味スパイスを振りかけて食べるカレーボンデラックスカレーを発売。カレー自体は中辛だが、香味スパイスを振りかける量に応じて、辛さを自由自在に調整できる。テレビCMには、松坂慶子と当時光GENJIのメンバーであった山本淳一を起用していた。

### 2000年代
2001年（平成13年）2月、21世紀に入ったのを記念し、ボンカレーゴールドはボンカレーゴールド21としてリニューアル発売された。
2002年（平成14年）8月までは大塚化学が製造、大塚食品の販売であったが、大塚化学が2002年（平成14年）9月1日に持株会社化して大塚化学ホールディングスとなったのに伴い、食品・飲料事業（オロナミンC事業は除く）は大塚食品に移管された。
2003年（平成15年）に、ボンカレーがリニューアルされる。従来の調理法は沸騰したお湯に袋ごといれ煮立つのを待つもので、電子レンジを使う場合は袋から容器に移し替えて温めなければならなかったが、レトルトパウチの改良により袋のまま電子レンジにいれて調理できるようになった。CMキャラクターには阿部寛と由紀さおりを起用。これに伴い初代ボンカレー（松山容子パッケージ）は、沖縄県の消費者嗜好から主に沖縄県向けに販売が継続された。
2005年（平成17年）に新しいパッケージと味のボンカレークラシック（松坂慶子パッケージ）を発売。クラシックと商品名にあるが復刻版ではなくまったくの新商品である。また2007年（平成19年）5月には「ボンカレー発売40周年記念」として、初代松山版が50万食限定で全国発売された。
2009年（平成21年）2月12日に、箱ごと電子レンジで温めるボンカレーネオを発売。その1日前にこの商品を記念して、カレー好きで知られる関根勤及びゴスペラーズの黒沢薫を呼んで『ボンカレーネオ誕生祭』が行われた。さらに9月8日には『ボンカレースマイルプロジェクト』がスタート、関根勤がCBO（Chief Boncurry Officer―最高ボンカレー責任者）を務め、2010年3月まで半年にわたり展開された。

### 2010年代
2013年（平成25年）2月12日、発売45周年を記念して、主力商品の「ボンカレーゴールド21」を発売当初と同じ名前のボンカレーゴールドにリニューアルし、「ボンカレーネオ」と同様に箱ごと電子レンジでの調理に対応した。テレビCMには鈴木京香を起用した。
2015年（平成27年）プレミアム商品「Theボンカレー」が登場。じっくり時間をかけて下ごしらえした牛スネ肉や国産野菜などの厳選素材を使い、まるで手作りするときと同じように香味野菜などを炒めた後にソースを煮込む「二段仕込み」を採用した。
2018年（平成30年）に発売50周年を迎えた。同年1月22日に東京都内で記念イベントが開催され、初代CMキャラクターの松山容子がビデオメッセージで「私にとりまして、ボンカレーとは、ほのぼのとした幸せを運んでくれる宝だったと思います」と語った。また記念商品として「ボンカレー50」を3月5日に発売することも発表された。このほか、即席麺メーカーのエースコックからは「スーパーカップ」（こちらも発売30周年）とのコラボ商品「スーパーカップ1.5倍 ボンカレーゴールド」が発売されている。
同年3月5日には中高級品シリーズ「ボンカレーグラン」3種を発売した。さらに50周年記念企画として、JR東日本グループとタイアップして開発した駅弁などを同年10月に売り出した。
またフジパンからは「スナックサンド」のシリーズに「ボンカレーゴールド味」（中辛・辛口）という商品が発売されている。
発売開始以降、世界中でおよそ20億食が消費されているロングセラー商品である。近年、カレーの本場であるインドでもレトルトカレーが普及しており、夫婦共稼ぎの家庭などで人気を博している。

### 2020年代
2023年2月には発売55周年を迎え、それに先立つ1月10日には「世界最長寿のレトルトカレーブランド」としてギネス世界記録に認定されたことが発表された。これにあわせて1月中旬よりギネス認定マークの入った記念限定パッケージが発売される。

## 商品ラインナップ

### 現在販売されている商品
ボンカレーGRAN（スパイス香るバターチキンカレー・野菜の旨みとけこむベジタブルカレー）
- ボンカレー発売から50周年を迎えた2018年に発売された自然が育んだ素材を贅沢に使用し、素材や食感にこだわったシリーズ。

ボンカレーネオ（甘口、中辛、辛口）
- 2009年発売。ボンカレー【新】の後継商品。

ボンカレーゴールド（甘口、中辛、辛口、大辛）
- ボンカレーシリーズの主力商品。旧ボンカレーゴールド時代には大辛（「ゴールド21」での熱辛に相当）も存在した（1980年代末期頃）。ボンカレーとは別に商標登録されている（第1638487号）。
- ボンカレーゴールドシリーズは1978年発売。CMには当時巨人軍の王貞治を起用した[注釈 2]。その後、内容量がこれまでの180gから200gへ変更した「ボンカレーゴールド200」を経て2000年に「ボンカレーゴールド21」となり、これに伴い内容量も200gから210gへ変更されている[注釈 3]。ちなみに「ボンカレーゴールド200」まではJAS認定食品だった。2015年時点のシリーズ主力商品である。1992年・1993年のCMでは、最後に「お野菜ゴロゴロボンカレーゴールド」というCMソングが流れていた。
- 誕生から45周年を迎えた2013年2月に全面リニューアルを行い、「ボンカレーネオ」と同様にレンジ調理に対応、商品名も「ボンカレーゴールド」に戻している。従来のパッケージは甘口が赤、辛口が黄だったがリニューアル後は逆になった。合わせてピューレしたハバネロや唐辛子、ブラックペッパーなどを使用し、辛さのレベルが辛口の約1.6倍の「大辛」を同時発売した。
- 2013年11月と2014年11月に、冬季限定商品として、ホワイトソースのコクとカレーのスパイスが香る「シチュー仕立て」の「ボンカレーゴールド ホワイトカレー」を発売した。
- 2014年6月、夏季限定商品として、ドライマンゴーやコンコード、グレープフルーツの濃縮果汁で深みを出したソースに、グリーンペッパーとブラックペッパーを合わせた「Wペッパー」の爽やかな辛さの「ボンカレーゴールド トロピカルカレー」を発売した。

ボンカレー（オリジナル・松山容子パッケージ）（甘口、中辛、辛口）
- 現在、主に沖縄県を中心に販売を継続（同県出身者の多い大阪市大正区・横浜市鶴見区等の他、一部地域でも販売。）。2007年5月28日より、全国にて50万個限定で再発売された[注釈 4]。
- 内容量は発売当初と同様の180g。オリジナルのボンカレーは発売当初からJAS認定食品として販売されていたが2009年1月製造分よりJAS認定マークが表示されなくなった。

The ボンカレー（中辛）
- 2015年2月12日に全国で発売開始。国産鶏ガラを煮出したブイヨンや国産野菜の使用するなど素材にこだわり、「二段仕込み」を行うとともに、保存料、合成着色料、化学調味料を使用していないという特徴がある。
- レンジにも対応している。
- 希望小売価格は、シリーズで最高のクラスの540円（税込）である。

元祖ボンカレー
- 2018年3月5日発売[6][7]。ボンカレー50周年を記念した商品で、オリジナルのボンカレーの味付けをベースに、野菜やお肉をボリュームアップし、さらに電子レンジ対応仕様になっている。

ボンカレーMAX
- ハバネロ セブンイレブン限定商品。ホームページ等公式記載無し。

ボンカレークック（甘口、中辛）
- 2021年8月23日発売。好みの具材と組み合わせて、自分好みのカレーが作れる3袋入りの調理用レトルトカレー。中袋ごとレンジ調理不可。

こどものためのボンカレー
- 2016年2月12日発売。実際に育児をしながら働く大塚食品のママ社員や一般のママの意見をもとに開発された子供向けの甘口チキンカレー。10種類の国産野菜使用、保存料・着色料・香料・化学調味料不使用。牛乳1本分のカルシウムと1日の推奨量約4分の1のたんぱく質入り。

### 企業・団体・自治体向けの販売
- 2014年には緊急用食品「ボンカレー72H」をバイオテックジャパンと共同開発し、「ライス72H」とのセットで企業・団体・自治体向けに販売された。加熱・水不要で調理せずにすぐ食べられるもの。常温保存で賞味期限は製造後約3年間。

### 電子レンジ対応商品の注意点
- 箱を開けた際、蒸気口が上にあることを確認する。
- 出力700W以上（業務用など）の電子レンジでは加熱しない。
- 一度加熱したものは保存が利かない（蒸気口が開いてしまうため）ので、必ず使い切る。
- 従来通り湯煎でも調理できるが、その場合鍋に蓋をしない。

### 姉妹商品
ハローキティシリーズ
- ママの思いやりプラスカレー〈コーン&ビーフ〉
- ママの思いやりプラスドリア〈カレー〉と〈クリームソース〉

### コラボレーション商品
スーパーカップ1.5倍 ボンカレーゴールド（エースコック）
- スーパーカップ1.5倍 ボンカレーゴールド中辛風 カレーうどん
- スーパーカップ1.5倍 ボンカレーゴールド辛口風 カレーラーメン

ローソンとのコラボ（東洋水産）
- ボンカレーゴールド　中辛風　ヌードル
- ボンカレーゴールド 中辛風 焼そば

### 過去に発売されていた商品
ボンシチュー（ビーフ）
- 1971年発売。CMには植木等を起用していた。植木が歌う「この際、カアちゃんと別れよう」がキャッチコピーに。

ボンピラフ
- エビ味、チキン味、カレー味の3種類。

ボングラタン
- エビ味とチキン味の2種類。1981年のCMには漫才師の島田紳助・松本竜介と司葉子が出演。

ボンカレー ファイブスター（中辛、辛口）
- 1981年発売。CMには松本伊代を起用。「涙が、出ます」篇や「だってらっきょうが転がっちゃう」篇が有名。
- 2013年には上海大塚食品が、同名の高価格レトルトカレーを中国・上海地区で販売している。

ボンデラックスカレー
ボンカレーデラックス（中辛）
ボンカレージュニア（甘口、辛口）
ボントレイ
- 1987年発売。電子レンジ調理で食べられるレトルト米飯。ドライカレー、チキンピラフ、中華おこわ・ちまき、鶏そぼろといったバリエーションがあった。

街角レストラン ボンカレービーフ（中辛、辛口）
- 1988年発売。発売1年後にはCMキャラクターにタレントの山瀬まみを起用。CMキャッチコピーは「ボンビー山瀬です」だった。

ボンカレーカルシウム
- 1992年発売。カルシウムが多く入っているボンカレー。CMキャラクターに松坂慶子を起用。CMソングで、「カルシウムも摂らなきゃボンカレーカルシウム」が最後に流れる。銀色のパッケージを採用していた。

ボンカレーGood（グー）（ログハウス、レストラン風、家庭風）
- パッケージに松岡修造と桜井幸子が写真で登場していた異色作。「家庭風」が松岡、「レストラン風」が桜井、「ログハウス」は2人で掲載。CMにも出演していた。

あ! あれたべよ 元祖ボンカレー&ライス（中辛）
- レトルトパックではなく、白飯とセットで電子レンジ調理で食べられる。「あ! あれたべよ」シリーズのバリエーションの一つ。同シリーズのCMキャラクターに女優のともさかりえが起用されていたことがある。

ボンカレー【新】（甘口、中辛、辛口、熱辛）
- 2003年発売。箱ごと電子レンジで調理可能である点が特長。上記の通り、テレビCMでは阿部寛と由紀さおりを起用。2009年2月より後継のボンカレーネオにとって代わられた。

アウトドアシリーズ
- 森のボンカレー
- 海のボンカレー
- 畑のボンカレー

ハローキティボンカレー
ボンカレーパン
- 2000年 - 2002年にかけての期間限定でファミリーマートが販売した商品。パッケージは松山容子で、「あまくち」「ちゅうから」「からくち」のほか「げきから」まで登場した。

ボンカレークラシック（甘口、中口、辛口）
- 2006年発売。プレミアム系のボンカレーで、和服姿の松坂慶子がパッケージにデザインされていた。先述のボンカレー【新】同様、2009年2月に販売を終了した。

冷しカレー
ボンカレーゴールド 超熱辛
- 2013年夏季限定発売。
- ハバネロと2種類の唐辛子をブレンドしたボンカレー初の超激辛カレー。
- 当時、ボンカレーシリーズでの辛味順位は最大「8」(甘口1、中辛3、辛口5、熱辛8）。
- 超熱辛は、通常の熱辛から5倍の「辛味順位 40」という設定で販売された。
- 「子供からお年寄りの方まで幅広く愛されている甘い印象のボンカレー」という以前からの商品イメージを覆すコンセプトで製品化された。
- パッケージの商品説明文は「ハバネロと2種類の唐辛子のクセになる辛さ」。

その他にも一部地域のみの限定販売商品等も多数。
商品ではないが、1970年代には「ボンカレーライス」の名称で、ライス付きのボンカレーを販売する自動販売機が展開されていた。前述CMの少年野球チームの監督に扮した仁鶴が目印のその自販機は、2021年現在も、所有し稼働させている中古タイヤ市場相模原店とコインスナックが存在する。相模原のレトロ自販機では現在もボンカレーを食すことができる。コインスナックではハウス食品咖喱屋カレー。

### 企画商品
PON!カレー
- テレビ番組『PON!』（日本テレビ）の企画により、同番組とコラボレーション（大塚食品が監修）、2013年より発売。味は甘口・辛口の2種類があり、同番組の司会を務めていたタレントがパッケージ写真に起用された。甘口は海苔の佃煮を使用し、パッケージは黄色で、月〜水曜MC（当時）のビビる大木[注釈 5]の写真を使用。辛口は辛子明太子を使用、パッケージは赤色で、木・金曜MC（当時）の岡田圭右[注釈 6]の写真が使われた。発売・販売は日本テレビ関連会社の日本テレビサービスで、同局オフィシャルグッズショップ「日テレ屋」で販売されていた。賞味期限は2016年3月までのため、2015年をもって発売・販売ともに終了した（番組も2018年9月27日で終了した）。

### パロディ商品
どぜうモンのバカレー
- テレビ番組『めちゃ×2イケてるッ!』（フジテレビ）のキャラクター「どぜうモン」（濱口優）を起用したパロディ商品で、パッケージ・看板・「バカレー」のロゴともにボンカレーにそっくりである。黄色・オレンジ二つのパッケージがあるが味は両方とも「あまくち」。フジテレビが2006年夏に開催したイベント『お台場冒険王2006〜キミが来なくちゃはじまらない!〜』の「東京めちゃイケランド」内のグッズ販売にて実際に販売されていた。

由美カレー
- なんばグランド花月でお土産用に販売されている。松山容子の代わりに末成由美がパッケージを飾っている。

ケンカレー（KEN CURRY）
- 平井堅のオフィシャルグッズとして、2015年4月1日、HMVオンライン限定で発売。パッケージはインド人に扮した平井が印刷されており「KEN HIRAI Ken's Bar Original」のロゴと「チクショー!うまい!!」のキャッチコピーが記載されている。味は中辛（パッケージは黄色、背景はボンカレーゴールドのパッケージを思わせる二重丸）と辛口（同じく赤色、背景は炎。平井の両手から煙が出ている演出）の2種類がセットとなっている。なお、2個セットにはオリジナルステッカーがついており、また、オリジナル皿とスプーンもオンライン限定販売されている[16]。

## 他媒体での扱い
手塚治虫の代表作・『ブラック・ジャック』にて、主人公のブラック・ジャック（以下「BJ」）の大好物であり、作中で「ボンカレーはどうつくってもうまいのだ」と述べている。
- アニメ版では、スポンサーへの配慮でカットされている。
- ドラマ版では、「BJ自身が料理ができない」という設定自体がカットされている。
- 外伝作・『ヤング ブラック・ジャック』では、上記のセリフを掘り下げたエピソードが描かれている。また、2018年1月には朝日新聞デジタルにて、連載開始45周年を記念した同作とのコラボレーションがPRサイトが公開されている[18]。

アニメ版『アタックNo.1』（フジテレビ）では、大塚グループがスポンサーを務めた縁でボンカレーが登場しており（プロダクトプレイスメント）、NHK-BS2での再放送以外では台詞としてそのまま残されている。
大塚食品はかつて『火曜ワイドスペシャル』（フジテレビ）の提供スポンサーをしていたが、同枠で放送された『ドリフ大爆笑』でのコント（棺桶コント）において、ボンカレーをレトルトパックから中身を出して入れた）が原因で、スポンサーから降板した。
2007年に『探偵!ナイトスクープ』（朝日放送）において、「37年間一度も開封されなかったボンカレー」という代物が登場した。徳島県にある大塚食品の研究所に持ち込まれ、サンプル採取も行っている。大塚食品曰く「恐らく、世界に現存する最古にして唯一のボンカレー」であったという。この依頼の探偵であったカンニング竹山が「漢方薬のような臭いだ」と言っていた為に安全性を考慮し、試食は行われなかったものの、後に行った検査では一切の雑菌類が発見されなかったことから、ボンカレーのレトルトパッケージは40年近くも条件次第では無菌状態を保てることが証明された。のちにこの発見は、『世界一受けたい授業』（日本テレビ）においても紹介されている。
『パチンコ必勝ガイド』（白夜書房）誌上において「ボンカレー打法」と銘打った攻略法が掲載されたことがある。3分間パチンコ台を休ませてから再び打ち始めるといった、いわゆるオカルト攻略法（機械の仕様上効果はないが、特定の方法で大当たりを促進できるという思い込みや経験則による自己流攻略法の総称）の類であった。「3分待つ＝ボンカレー」という繋がりはあるものの、このネーミングに至った理由は不明。
ゲームソフト『メタルギアソリッド ピースウォーカー』（コナミ）では国境無き軍隊（MSF）の研究開発班が開発した回復アイテムとして登場し、名付け親は和平・ミラーで、パリジェンヌへの憧れから付けたとの事。劇中のカセットテープでは、彼が「3分間待つのだぞ」や「じっと我慢の子であった」といった初期のCMで流れた前述のセリフを発言する。
阪神本線の区間特急は前面に三重丸のボンカレーの箱に似たデザインのマークが取り付けられていたことから「ボンカレー」という愛称で呼ぶものもいた。

## その他
日本赤十字社などで大規模災害時の救援資材に使用されている。1991年6月の雲仙岳噴火災害の際には、被災者を見舞った明仁天皇（現・上皇明仁）も同じ物を食べている。天皇のカレーライス好きは有名で、この件に限らず、行幸先での昼食にしばしば食べるという。